# Elettra (pleiade)
Elettra (in greco antico Ἠλέκτρα) è un personaggio della mitologia greca ed una delle Pleiadi, figlie del primo leggendario re della Mauretania, il titano Atlante e di Pleione.

## Nella mitologia

### Lo stupro da parte di Zeus
Elettra, insieme a due delle sue sorelle, fu amata da Zeus; dalla loro unione nacque Dardano, il capostipite della dinastia di Troia, il quale abbandonò la terra in cui la Pleiade l'aveva dato alla luce per recarsi in Troade. Il figlio secondogenito che ebbe da Zeus era Iasione, il quale da adulto fu amante della dea Demetra.

#### La vicenda del Palladio
La leggenda di Elettra si ricollegava anche al sacro Palladio. Zeus volle violentarla, ma la fanciulla fuggì e cercò asilo gettandosi presso il prezioso simulacro. Tuttavia a nulla servì poiché Zeus riuscì nel suo intento e rese incinta la giovane. Del sangue, segno della perduta verginità, cadde sulla statua, profanandola. Adirata, la dea Atena, proprietaria del simulacro, scaraventò il Palladio e la stessa Elettra sulla terra. Oppure fu lo stesso Zeus, irato per l'opposizione di Elettra, a gettarla indignato sulla terra.
Secondo altre leggende fu proprio Elettra a donare il sacro simulacro a suo figlio Dardano, il quale la pose all'interno della città che fondò, come protezione per l'intera rocca.

### La fine
Al termine della guerra di Troia, Elettra, che aveva assistito dall'alto del cielo a tutte le gesta dei discendenti del suo illustre figlio, si consumò di dolore alla vista della mitica città di Troia in fiamme. Per la disperazione fu tramutata, insieme alle sue sorelle, in stella, nell'attuale costellazione delle Pleiadi.

### La leggenda «italica»
La versione della leggenda che davano le popolazioni italiche era ben diversa; la Pleiade Elettra, moglie del re etrusco Corito, (secondo alcune leggende figlio di Zeus e della stessa Elettra) diede al marito due figli: Dardano e Iasione.